# Petr Porcal
Petr Porcal (22. října 1944 České Budějovice – 28. března 2014 Florencie) byl nizozemsko-italsko-český historik umění, vysokoškolský pedagog se zaměřením na italskou renesanci

## Život a dílo
Profesor dějin umění Petr (Peter) Porcal, Ph.D. se narodil v Českých Budějovicích 22. října 1944. Matka byla učitelka a otec, se španělskými předky, byl matematikem. Ten však v roce 1958 zemřel. V mládí se věnoval krasobruslení a později také krasobruslil v revui se sourozenci Romanovými. Po maturitě na jedenáctileté střední škole v Českých Budějovicích v roce 1964 brigádně působil v Alšově jihočeské galerii v Hluboké nad Vltavou. Po roce začal studovat dějiny umění na Univerzitě Karlově v Praze. Během studia se při zájezdu po Rakousku rozhodl, jak sám v pozdějších zveřejněných rozhovorech řekl, z mladické nerozvážnosti v západní Evropě zůstat. Do Českých Budějovic se pak přijel poprvé podívat v roce 1990. Po emigraci chvíli žil v Salzburku a v klášteře v Kremsmünsteru, odkud odešel a začal pracoval jako zedník ve Vídni. Z Vídně se odstěhoval do Nizozemska, kde vystudoval dějiny umění na Rijksuniversiteit v Utrechtu a přijal také nizozemskou státní příslušnost. V nizozemském institutu umění ve Florencii se připravoval na závěrečné zkoušky a pracoval na diplomové práci. Po obhajobě a ukončení studia v Nizozemsku s titulem Ph.D. studijně pobýval na Leidenské univerzitě. Díky Fulbrightově nadaci následně studoval v USA a později kodikologii na Scuola Vaticana Bibliotheca economica ve Vatikánu. Věnoval se především italské renesanci a usadil se ve Florencii. Byl spolupracovníkem a lektorem na vysokých školách v Ontariu, College of Art and Design Toronto, Richmond American University Londýn, Fashion Institute of Technology v New Yorku. Působil jako profesor vyučující na katedrách amerických a kanadských univerzit ve Florencii a Sieně v Itálii. Po roce 1989 si koupil v jihočeských Plástovicích chalupu, do které jezdil i s přítelkyní, výtvarnicí a sochařkou Cecilií Chiavistelli, a dcerou Chiarou. Dílo své přítelkyně představil a vernisáž slovně uvedl ve Zlaté Koruně, v Komorní galerii U Schelů v Českých Budějovicích a na dalších místech. V jižních Čechách se účastnil kulturního života, zahajoval výstavy, psal výtvarníkům úvodní texty do katalogů výstav, byl členem mezinárodní poroty Intersalonu Alšovy jihočeské galerie v roce 2005. Zemřel v italské Florencii 28. března 2014.

## Úvodní slova ke katalogům a další texty
- Miloslav Troup. Hluboká nad Vltavou, Alšova jihočeská galerie. 1994. 1. vyd. 64 s. ISBN 80-900633-9-X

- Umění musí být stále krok napřed. In: Českobudějovické listy. 2002, 11(194), s. 14 : il..

- Miloslav Hotový: práce z šedesátých let = Miloslav Hotový : work of the 1960s. [S.l.: s.n., 2003?]. [32] s. ISBN 80-239-1292-5
- Peterkova skutečnost a sen. In: Českobudějovické listy. 2005, 14(66), s. Nedělní kanape : [příloha], s. 5 : il.
- Josef Synek: Picturae. MEL Bookstore, Florencie 2011.
- VLKOVÁ, Lenka. Hovory k Tobě: (pozdní sběr). Vyd. 1. Příbram: Knihovna Jana Drdy, 2014. 194 s., [16] s. obr. příl. ISBN 978-80-86937-48-9.
- Kdyby chtěl, nechal by zazářit zlatem obyčejný prach. In: Českobudějovický deník. 2015, 292, s. 7.